# 莫斯科運河

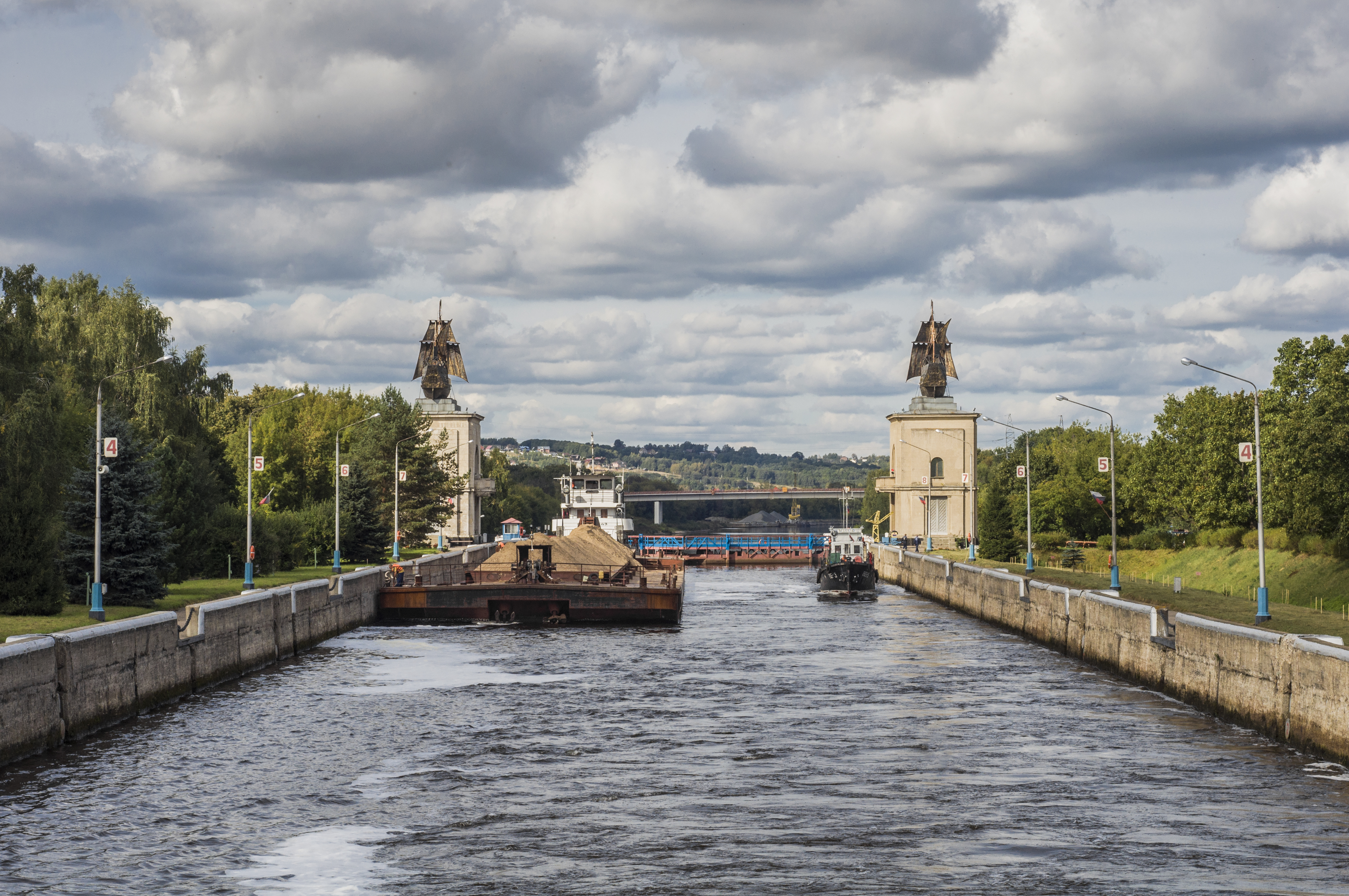
三號船閘

莫斯科運河（俄语：Канал имени Москвы，至1947年稱莫斯科-伏爾加運河（Канал Москва-Волга）是連接莫斯科河與俄羅斯歐洲部份的交通大動脈伏爾加河的一條運河，位於莫斯科以北的莫斯科州和特維爾州。
運河在斯大林執政時期由勞改犯人建造。全長128公里，起於杜布納鎮附近的伊萬科沃水庫，在距離莫斯科河河口190公里的圖希諾把後者連接起來。
運河的建成令莫斯科成為「五海之港」（порт пяти морей），可以乘船到裡海、波羅的海、白海、黑海和亞速海。除了航運、旅遊用途，運河也為莫斯科帶來接近一半的供水。

## 參看
- 白海-波羅的海運河
- 多瑙-黑海運河
- 伏爾加-頓河運河